# Ponatinib
Il Ponatinib (commercializzato come Iclusig, precedentemente AP24534) è un farmaco orale sviluppato da AriadPharmaceuticals per il trattamento della leucemia mieloide cronica (LMC) e cromosoma Philadelphia positivo (Ph +) e della leucemia linfoblastica acuta (ALL) approvato dall'FDA e dalla Commissione europea.
Si tratta di un inibitore dei recettori tirosin chinasici (TKI) multi-target.
Alcune forme di LMC, quelle che hanno la mutazione T315I, sono resistenti alle attuali terapie con l'imatinib; il ponatinib è stato progettato per essere efficace contro queste forme di tumori resistenti.
Il farmaco, al 2013, è uno dei più costosi farmaci conosciuti, con più di 100.000$ per anno/terapia.